# Тирански теснац
Тирански теснац је узани морски пролаз између Синајског и Арабијског полуострва који одваја Акапски залив од остатка Црвеног мора. Удаљеност између два полуострва је око 13 km. Тирански теснац је добио име по острву Тиран, које се налази на његовом почетлу, око 5 km од Синаја. Источно од њега лежи острво Санафир.